# Млинки (Полтавская область)
Млинки (укр. Млинки) — село,
Деревковский сельский совет,
Котелевский район,
Полтавская область,
Украина.
Код КОАТУУ — 5322281303. Население по переписи 2001 года составляло 175 человек.

## Географическое положение
Село Млинки находится на левом берегу реки Ворскла, на расстоянии в 1 км от пгт Котельва.
Река в этом месте извилистая, образует лиманы, старицы и заболоченные озёра.

## История
Андреевская церковь известна с 1800 года
Село указано на подробной карте Российской Империи и близлежащих заграничных владений 1816 года